# 威尔弗里德·尼翁托
德尼昂·威尔弗里德·尼翁托（義大利語：Degnand Wilfried Gnonto，發音：[ˈvilfrid ˈɲonto]；2003年11月5日—）是意大利的職業足球運動員，司職前鋒，現效力於英超球會列斯聯。

## 外部連結
- Soccerway資料庫：威尔弗里德·尼翁托
- SFL Profile （页面存档备份，存于）
- FIGC U16 （页面存档备份，存于）
- FIGC U17 （页面存档备份，存于）
- FIGC U18 （页面存档备份，存于）